# 金银川路街道
金银川路街道，是中华人民共和国新疆维吾尔自治区阿拉尔市下辖的一个乡镇级行政单位。

## 行政区划
金银川路街道下辖以下地区：
南公园社区、绿园社区、胡杨社区、春晖社区。